# Головащенко, Михаил Иванович
Михаил Иванович Головащенко (20 ноября 1923 — 12 декабря 2005) — советский и украинский писатель, музыковед, критик, журналист, исследователь творчества представителей украинской музыкальной культуры, культурно-общественный деятель. Член Союза театральных деятелей Украины и Союза журналистов Украины (с 1960 года). Заслуженный деятель искусств Украины (1995).

## Биография
Родился 20 ноября 1923 года в селе Крымки (Донецкая область). Участник Великой Отечественной войны с октября 1941 года, дошёл до Берлина, получил ранения и контузии.
В послевоенное время получил музыкальное образование в Станиславском (ныне Ивано-Франковском) музыкальном училище (класс сольного пения Елены Дмитраш). В 1951—1956 годах учился в Киевском государственном университете имени Т. Шевченко на факультете журналистики. В 1956—1958 годах — литработник в газете «Советская культура» («Культура и жизнь»), редактор отдела музыкального искусства с 1958 года. в 1961—1963 годах был научным сотрудником Института искусствоведения, фольклористики и этнологии АН УССР (Киев). Писал сценарии документальных фильмов, участвовал в радио- и телепередачах. В частности, участвовал в создании документального фильма «Саломея Крушельницкая» (1994).
Умер 12 декабря 2005 года. Похоронен в Киеве на Байковом кладбище (участок № 33). Памятник на могилу создал его сын, скульптор Тарас Головащенко.

## Исследовательская деятельность
Подготовил и издал масштабные труды об украинских певцах Александре Мишуге, Саломеи Крушельницкой, Модесте Менцинском, которые были первыми популяризаторами украинских народных песен в мире, а также о Михаиле Роменском; совершил литературное изложение учебника для студентов музыкальных вузов «Практические основы вокального искусства» народного артиста УССР, профессора Михаила Микиши.
Его перу принадлежит буклет «Украинский народный хор имени Г. Верёвки», подготовил двухтомник «Феномен Александра Кошица». Также исследовал творчество таких певцов, как Мирослав Скала-Старицкий, Евгения Зарицкая, Орест Руснак, Глеб Шандровский, Клим Чичка-Старицкий, Ирина Маланюк, Лидия Липковская, Галина Андреадис и других, а также бандуристов-певцов Зиновия Штокалко и Василия Емца.
Был одним из основателей и инициаторов создания Музея Соломии Крушельницкой во Львове. В 1980-х годах он передал часть своего архива в музей; большинство этих материалов представлены в постоянной экспозиции. Был для работников Музея советником, профессиональным консультантом, инициатором многих акций, участником музейных мероприятий.

## Награды
Удостоен многих государственных наград, в том числе орденов Богдана Хмельницкого, Отечественной войны II степени, почетного звания Заслуженный деятель искусств Украины (1995); лауреат премии А. Белецкого в области литературно-художественной критики (1989). В 1997 году выдвигался на Государственную премию Украины имени Тараса Шевченко.

## Труды
- Олександр Мишуга. Спогади. Матеріали. Листування / Упоряд., підгот. текстів, вступна стаття та примітки М. Головащенка; передмова М. Рильського. — Киев: Музична Україна, 1971. — 779 с.
- Соломія Крушельницька. Спогади. Матеріали. Листування / Вступна стаття, упоряд. і примітки М. Головащенка. — Киев: Музична Україна, 1978—1979. — 843 с.
- Михайло Роменський. Спогади. Матеріали / Авт.-упоряд. М. Головащенко. — Киев, 1982.
- Модест Менцинський. Спогади. Матеріали. Листування / Авт.-упоряд. М. Головащенко. — Киев: Рада, 1995. — 461 с.
- Кошиць О. А. (1875–1945). З піснею через світ: (Подорож Української республіканської капели) / Упоряд., літ. обробка, заг. ред., передмова М. Головащенка. — Киев: Рада, 1998. — 326 с.
- Олександр Мишуга — король тенорів / Автор-упоряд. М. Головащенко.. — Киев: Музична Україна, 2004. — 610 с.
- Головащенко М. І. Феномен Олександра Кошиця. — Киев: Музична Україна, 2007. — 576 с.